# Steven Cozza
Pour les articles homonymes, voir Cozza.
Steven Cozza, né le 3 mars 1985 à Petaluma, est un coureur cycliste américain, professionnel de 2007 à 2012.

## Biographie
En 2003, Steven Cozza réalise des belles places d'honneurs dans les compétitions juniors auxquelles il participe. Il se classe ainsi troisième au championnat des États-Unis junior du contre-la-montre ainsi qu'au classement général du Keizer der Juniores en Belgique. En 2005, il remporte le championnat des États-Unis espoirs du contre-la-montre ainsi qu'une étape du Tour de Nez.
En 2007, Steven Cozza devient professionnel en signant chez Slipstream. Au cours de cette année, il remporte une étape du Tour de Chihuahua au Mexique, sa première victoire professionnelle. En 2008, il reste dans l'équipe Slipstream qui prend en cours de saison le nom de Garmin-Chipotle. Durant cette année, il obtient plusieurs places d'honneur en contre-la-montre (Tour de Californie, Tour du Danemark, Tour du Portugal, Tour de León). Il se montre également dans un groupe d'échappés sur les routes flamandes lors de Kuurne-Bruxelles-Kuurne.
En février 2012, il annonce qu'il met sa carrière entre parenthèses car, souffrant d'une colite, il ne peut plus pratiquer le cyclisme à haut niveau.

## Palmarès
- 2002
  - 3e du championnat des États-Unis du contre-la-montre juniors
- 2003
  - 2e étape du Trophée Centre Morbihan (contre-la-montre)
  - 4e étape du Tour de l'Abitibi (contre-la-montre)
  - Nevada City Classic juniors
  - 3e du championnat des États-Unis du contre-la-montre juniors
  - 3e du Tour de l'Abitibi
  - 3e du Keizer der Juniores
- 2004
  - 2e étape du Tour du Haut-Anjou (contre-la-montre)
- 2005
  -  Champion des États-Unis du contre-la-montre espoirs
  - 1re étape du Tour de Nez (contre-la-montre)
- 2007
  - 6e étape du Tour de Chihuahua

## Classements mondiaux
| Année            | 2007 | 2008 |
| ---------------- | ---- | ---- |
| UCI America Tour |      | 194e |
| UCI Europe Tour  | 819e | 680e |